# Pim, pam, pum... ¡fuego!
Pim, pam, pum... ¡fuego! es una película española de 1975, dirigida por Pedro Olea y protagonizada por Concha Velasco, Josep Maria Flotats y Fernando Fernán Gómez. 
Se la considera la segunda parte de una trilogía madrileña de este director, que empieza con Tormento y termina con La Corea.
Ambientada en la posguerra española, pertenece al subgénero que trata la vida de la farándula. Se centra en el ambiente sórdido de la corrupción en la que medran los personajes beneficiados por su situación entre los vencedores de la guerra civil, y en la que caen como víctimas las jovencitas que buscan una salida al hambre como coristas. Pudo esquivar la censura, muy aligerada en los últimos años del franquismo, pero protagonizó un escándalo, al ser evidente su lectura política.

## Reparto
| Intérprete                               | Personaje                   |
| Concha Velasco (Conchita Velasco)        | Paca                        |
| Josep Maria Flotats (José Maria Flotats) | Luis                        |
| Fernando Fernán Gómez                    | Julio                       |
| José Orjas                               | Ramos, padre de Paca        |
| Mara Goyanes                             | Manolita                    |
| José Franco                              | Álvarez                     |
| José Calvo                               | Policía                     |
| Mimí Muñoz                               | Hermana de Álvarez          |
| Goyo Lebrero                             |                             |
| Amparo Valle                             | Huésped                     |
| Víctor Israel                            | Sr. Dimas, vendedor mercado |
| Porfiria Sanchíz                         |                             |
| Gloria Berrocal                          |                             |
| Erasmo Pascual                           | Sr. Pérez, el censor        |
| Pilar Gómez Ferrer                       | Clienta mercado #1          |
| Rafael Conesa                            | Alumno                      |
| Fernando Sánchez Polack                  | Encargado tablao flamenco   |
| Antonio del Real                         |                             |
| María de las Rivas                       |                             |
| Enrique Navarro                          |                             |
| Amália Rodrigues (Amalia Rodríguez)      |                             |
| Tito Medrano                             | Cliente pensión             |
| María Arias                              |                             |
| José Riesgo                              | Jurado del teatro #1        |
| Ana Farra                                | Clienta mercado #2          |
| Salvador Orjas                           |                             |
| Luis Rico                                | Jurado del teatro \|#2      |
| Ángel Menéndez                           |                             |
| Luis Ciges                               | Rosales                     |
| Pilar Vela                               | Encarna                     |
| Antonio Padilla                          | Vendedor periódicos         |
| Paco Catalá                              | El Pinfo                    |
| José Alonso                              | Vendedor mercado            |
| Mari Cruz Fernández                      |                             |
| Antonio Orengo                           | Camarero                    |
| Alfonso Castizo                          | Pepe                        |

## Producción y censura
Según palabras del propio director, la censura impidió que el personaje de Julio (Fernando Fernán Gómez) fuera un alto cargo del régimen, alteró y eliminó algunos insultos que decía el personaje de Paca (Concha Velasco) y no hizo posible que se rodara la escena final del destino de Luis (Josep Maria Flotats) en la estación.

## Localizaciones
Rodada en Madrid en varios lugares, entre otros: estación de Atocha, café Barbieri (calle del Ave María), calle San Carlos, teatro Martín (calle Santa Brígida), plaza de Lavapiés y pasaje Doré.